# SixtyNine
SixtyNine è l'ultimo album realizzato dagli Shandon.
È stato realizzato nel 2004 ed è uscito in due versioni: "Standard" e "Deluxe" in Digipack.

## Tracce
1. F.D.P. – 1:07
2. Wrong Way – 2:55
3. It Was a Promise – 2:32
4. Viola – 3:04
5. Like I Want – 2:27
6. Deep – 2:42
7. Heaven in Hell – 4:00
8. Drunk – 1:24
9. Startin' Line – 2:53
10. Hunter – 2:33
11. From Out of Nowhere – 3:12
12. Time – 2:40
13. The Choice – 5:03

### Versione "Deluxe"
- Revenge - 3:47
- November - 3:43
- The Scene - 2:50
- Revenge (Piano Version) - 4:12
- Washin' Machine (Video)
- Liquidate All My Strenght  (Video)

## Formazione
- Olly - voce, chitarra e moog
- Andrea - basso
- Marco - chitarra
- Walter - batteria e percussioni
- Alberto - trombone, tastiera e moog
- Fabio - tromba